# Christelle
Christelle ist ein weiblicher Vorname.

## Herkunft und Bedeutung
Christelle ist eine französische Form des Vornamens Christel, der wiederum auf Christine zurückgeht.

## Namensträgerinnen
- Christelle Cornil (* 1977), belgische Schauspielerin
- Christelle Dabos (* 1980), französische Fantasy-Autorin
- Christelle Daunay (* 1974), französische Langstreckenläuferin
- Christelle Gros (* 1975), französische Biathletin
- Christelle Guignard (* 1962), französische Skirennläuferin
- Rakiatou Christelle Kaffa-Jackou (* 1965), nigrische Luftfahrtexpertin und Politikerin
- Christelle Mol (* 1972), französische Badmintonspielerin
- Olive Christelle Ngo Nyepel (* 1995), äquatorialguineische Fußballspielerin
- Christelle Szynal (* 1969), französische Badmintonspielerin
- Christelle Wahnawe (* 1983), neukaledonische Fußballspielerin
- Christelle Wohlhauser (* 1991), Schweizer Unihockeyspielerin